# Советский район (Чувашская АССР)
Советский район — упразднённая административно-территориальная единица в составе Чувашской АССР, существовавшая в 1939—1956 годах. Административный центр — село Советское.
Советский район был образован в составе Чувашской АССР 21 января 1939 года. В его состав были включены следующие сельсоветы:
- из Ядринского района: Асламасский, Больше-Чурашевский, Верхне-Ачакский, Лапракасинский, Сехринский, Старо-Янишевский, Тойшевский, Хочашевский, Шуматовский и часть Ойкасинского
- из Сундырского района: Тойгильдинский, Тораевский, Хорамальский, Чемеевский, Чуманкасинский и Ягаткинский
- из Аликовского района: Александровский, Атменьский, Багишский, Васькинский, Кильдишевский и Шумшевашский
- из Красно-Четайского района: Больше-Ямашевский и Николаевский[2][3].

По данным 1945 года Советский район включал 21 сельсовет: Александровский, Асламасский, Атменьский, Багишский, Больше-Чурашевский, Больше-Ямашевский, Васькинский, Верхне-Ачакский, Кильдишевский, Лапракасинский, Николаевский, Сехринский, Советский, Старо-Тингешский, Тойшевский, Тораевский, Хорамальский, Хочашевский, Чемеевский, Шумшевашский и Ягаткинский.
2 ноября 1956 года Советский район был упразднён, а его территория разделена между Ядринским (Асламасский, Больше-Чурашевский, Кильдишевский, Николаевский, Советский, Старо-Тиньгешский и Хочашевский с/с), Аликовским (Атменьский и Шумшевашский с/с) и Моргаушским (Александровский и Тораевский с/с) районами.